# Walther
Carl Walther GmbH Sportwaffen — немецкая компания, основана в 1886 году Карлом Вальтером в городе Целла-Мелис, Тюрингия. Штаб-квартира компании находится в Ульме и Арнсберге.

## История
Небольшая компания вначале производила охотничье оружие и спортивные винтовки системы Мартини. В 1908 году по инициативе 19-летнего Фрица Вальтера, старшего из пяти сыновей основателя компании (в дальнейшем каждый из них отвечал за отдельные направления семейного бизнеса), компания начала выпускать пистолеты «Модель 1» калибра 6,35 мм. Модели следующих номеров имели калибры 6,35 мм или 7,65 мм. Пистолеты Вальтера «Модель 4» калибра 7,65 мм с 1915 г. в больших количествах заказывали германские вооружённые силы. В 1915 году началось производство первого пистолета Вальтера под патрон 9 мм «Модель 6». Заметной популярностью как гражданское, полицейское и офицерское оружие пользовалась карманная «Модель 8» калибра 6,35 мм, производившаяся с 1920 по 1943 г. «Модель 9» (1921 г.) — один из самых маленьких когда-либо выпущенных пистолетов калибра 6,35 мм. В 1929 компания начала делать популярные 7,65 мм «полицейские пистолеты» модели PP, а в 1930 г. — укороченную и облегчённую модель PPK («пистолет криминальной полиции»). В пистолетах применялся механизм самовзвода, получивший затем широкое применение.
С 1931 года Министерство обороны Германии стало искать замену пистолету «Люгер Р08» на более совершенный. В 1934 году фирма представила модель военного образца Walther MP с использованием отдачи свободного затвора. После испытаний выявилось множество недостатков этой модели, работы над ней были прекращены. В октябре 1936 года Фриц Вальтер и инженер Фриц Бартлеменс (Barthlemens) получили патент (DRP № 721702 от 27.10.1936 г.) на систему запирания канала ствола — защёлкой, вращавшейся в вертикальной плоскости. Именно это техническое решение легло в основу нового поколения германских военных пистолетов.
После победы в конкурсных испытаниях в 1938 г. новая модель была принята на вооружение Вермахта в качестве стандартного служебного пистолета под названием Р38. Кроме нового механизма запирания в P38 применён предохранитель, который без всяких оговорок можно назвать одной из наиболее удачных конструкций.
После Второй мировой войны большая часть предприятия попала в руки нового правительства Восточной Германии, и в течение многих лет компания не могла вернуть своё место на рынке. Только в конце 1950-х годов компания возобновила свою работу теперь уже в ФРГ, в городе Ульм. Компания продолжила производство модели P38 (переименованной в P1) в 1957 году для того, чтобы снабжать новую западногерманскую армию Бундесвер.
Фриц Вальтер возглавил компанию с 1915 г. после смерти отца (умер в 1966 году в возрасте 77 лет). При жизни главный идеолог «Вальтера» был удостоен медали имени Дизеля, вместе с тем он отказался от вполне заслуженного федерального креста «За заслуги». Его место занял сын Карл и открыл новое направление — спортивное оружие и спортинвентарь. В 1993 году фирма Walther вошла в немецкий холдинг Umarex.

## Продукция

### Пистолеты

#### Спортивные
- Walther OSP
- Walther GSP
- Walther GSP Expert
- Walther SSP
- Walther Olympia
- Walther P22 Target
- Walther SP22
- Walther LP300
- Walther LP400

#### Боевые
- Walther Modell 1
- Walther Modell 2
- Walther Modell 3
- Walther Modell 4
- Walther Modell 5
- Walther Modell 6
- Walther Modell 7
- Walther Modell 8
- Walther Modell 9
- Walther PP
- Walther PPK
- Walther P38
- Walther TPH
- Walther P38Walther P1
- Walther P4
- Walther PP Super
- Walther P5
- Walther P88
- Walther PPQ
- Walther P99
- Walther P22
- Walther PPS
- Walther PPX
- Walther PDP

### Пистолеты-пулемёты
- Walther MPL/MPK

### Винтовки

#### Спортивные
- Walther LGV
- Walther LGR
- Walther LG90
- Walther LGM
- Walther LG200
- Walther LG210
- Walther LG300
- Walther LG400
- Walther LG500 iTec
- Walther CG90
- Walther CGM
- Walther KK200
- Walther KK300
- Walther Hammerli AR20

#### Боевые
- Gewehr 41
- Gewehr 43
- MKb.42(W)
- Walther G22
- Walther WA 2000